# Sparkasse Hochschwarzwald
Die Sparkasse Hochschwarzwald ist eine Sparkasse in Baden-Württemberg mit Sitzen in Kirchzarten und Titisee-Neustadt. Sie ist eine Anstalt des öffentlichen Rechts.

## Geschäftsgebiet und Träger
Das Geschäftsgebiet der Sparkasse Hochschwarzwald umfasst den östlichen Teil des Landkreises Breisgau-Hochschwarzwald. Träger der Sparkasse sind die Städte und Gemeinden Breitnau, Buchenbach, Eisenbach, Feldberg, Friedenweiler, Hinterzarten, Kirchzarten, Lenzkirch, Löffingen, Oberried, St. Märgen, St. Peter, Stegen und Titisee-Neustadt.

## Geschäftszahlen
Die Sparkasse Hochschwarzwald wies im Geschäftsjahr 2023 eine Bilanzsumme von 1,391 Mrd. Euro aus und verfügte über Kundeneinlagen von 990,96 Mio. Euro. Gemäß der Sparkassenrangliste 2023 liegt sie nach Bilanzsumme auf Rang 291. Sie unterhält 11 Filialen/Selbstbedienungsstandorte und beschäftigt 220 Mitarbeiter.

## Sparkassen-Finanzgruppe
Die Sparkasse Hochschwarzwald ist Teil der Sparkassen-Finanzgruppe und gehört damit auch ihrem Haftungsverbund an. Er sichert den Bestand der Institute und sorgt dafür, dass sie auch im Fall der Insolvenz einzelner Sparkassen alle Verbindlichkeiten erfüllen können. Die Sparkasse vermittelt Bausparverträge der regionalen Landesbausparkasse, offene Investmentfonds der Deka und Versicherungen der SV SparkassenVersicherung. Im Bereich des Leasing arbeitet die Sparkasse Hochschwarzwald mit der  Deutschen Leasing zusammen. Die Funktion der Sparkassenzentralbank nimmt die Landesbank Baden-Württemberg wahr.